# Agraylea laerma
Agraylea laerma är en nattsländeart som beskrevs av Malicky 1976. Agraylea laerma ingår i släktet Agraylea och familjen smånattsländor. Inga underarter finns listade i Catalogue of Life.